# Cynoglossum triste
Cynoglossum triste är en strävbladig växtart som beskrevs av Friedrich Ludwig Diels. Cynoglossum triste ingår i släktet hundtungor, och familjen strävbladiga växter. Inga underarter finns listade i Catalogue of Life.